# Cá mút đá myxin New Zealand
Cá mút đá myxin New Zealand, còn gọi là Cá mút đá myxin Broadgilled , (Eptatretus cirrhatus), là một loài Cá mút đá myxin thuộc chi Eptatretus, được tìm thấy ở phía nam và phía đông Úc, và xung quanh New Zealand, ở độ sâu từ 40 đến 700 mét. Chiều dài của chúng lên đến 1 mét.